# Dębina (Stare Czarnowo)
Dębina (deutsch Hofdamm) ist ein Dorf in der Landgemeinde (Gmina) Stare Czarnowo (Neumark) im Powiat Gryfiński (Greifenhagener Kreis) der polnischen Woiwodschaft Westpommern.

## Geographie
Das Dorf liegt in Hinterpommern, etwa 2½ Kilometer westlich des Madüsees (poln. Jezioro Miedwie), 3½ Kilometer südlich des Dorfs Kołbacz (Kolbatz), 24 Kilometer ostnordöstlich der Stadt Gryfino (Greifenhagen) und 26 Kilometer südöstlich von Stettin.

## Geschichte

Hofdamm (Hoff tom Dam) südsüdöstlich des Stettiner Haffs, westlich des Madüsees (Madui Lacus) und westlich der Plöne auf der Landkarte des Eilhard Lubinus von 1618 (Ausschnitt), auf der auch etliche ehemalige Eigentumsdörfer des Klosters Kolbatz in der Umgebung eingezeichnet sind

Ältere Ortsbezeichnungen sind Dam (1173), Damba (1183), Dambene (1187), Dambe (1202), Hoff tom Dam (1618, auf der Karte des Lubinus) und Hoffdamm; dem Ortsnamen soll der slawische Wortstamm damb, für Eiche, zugrunde liegen. Hofdamm, Dambina, wurde um 1179–1181 urkundlich erwähnt, als es Konrad I., Bischof von Pommern, den Zehnten gab; in den 1220er Jahren verkaufte hier und in Bruchow Fürst Wartislaw, Sohn des Bartholomäus, sein väterliches Erbe innerhalb der angegebenen Grenzen. Bei der Gelegenheit verkaufte der Fürst das Dorf Hofdamm dem Kloster Kolbatz.
Nach 1535 erfolgter Aufhebung des Klosters infolge der Reformation wurden dessen Ländereien in herzogliche Domänen, später in preußische Staats-Domänen umgewandelt und verpachtet.
Als Preußen nach dem Frieden von Tilsit Zahlungsverpflichtungen gegenüber Napoleon I. nachzukommen hatte, gab König Friedrich Wilhelm III. 1811 Staatsdomänen des Rentamtsbezirks Kolbatz zur Versteigerung frei. Den Zuschlag für das Gut Kolbatz mit den beiden Vorwerken Hofdamm und Heidchen sowie für das Gut Glien erhielt der Amtsrat Karl Friedrich Gaede, früher Generalpächter, von dem 1816 der Kaufmann und Reeder Friedrich Wilhelm Krause den Gutsbezirk Kolbatz mit den beiden Vorwerken Hofdamm und Heidchen käuflich erwarb. Krause geriet um 1840 in Zahlungsschwierigkeiten und verkaufte den Gutsbezirk mit Ausnahme des Wohnhauses und einiger Gebäude dem Staat. Vereinbarungsgemäß pachtete jedoch sein Sohn Amtmann Karl Ludwig Theodor Krause (seit 1851 Königl. Ober-Amtmann, 1859 Königl. Amtsrat) den Gutsbezirk vom Domänenamt zurück, mit einer Laufzeit des Pachtvertrags bis 1866. Die beiden Vorwerke Hofdamm und Heidchen ließ er durch seinen Bruder Robert Hermann Krause verwalten. Nach Ablauf des Pachtvertrags 1866 wurde Heidchen von Kolbatz – Hofdamm abgetrennt und als eigenständige Staatsdomäne bis 1884 an Theodor Gründler verpachtet, der zuvor Verwalter auf der Staatsdomäne Gramzow im Landkreis Angermünde in der Uckermark gewesen war. Die Pacht des Vorwerks Hofdamm übernahm ab 1866 eigenverantwortlich Robert Hermann Krause, mit einer Laufzeit des Pachtvertrags bis 1884. Für die von ihm gepachtete Domäne Kolbatz erhielt Karl Ludwig Krause eine Vertragsverlängerung bis 1884.
Im Jahr 1945 gehörte Hofdamm zum Landkreis Greifenhagen im Regierungsbezirk Stettin in der preußischen Provinz Pommern des Deutschen Reichs. Das Dorf war dem Amtsbezirk Kolbatz zugeordnet.
Gegen Ende des Zweiten Weltkriegs wurde die Region von der Roten Armee besetzt. Nach Kriegsende wurde Hofdamm zusammen mit Hinterpommern mit Ausnahme militärischer Sperrgebiete seitens der sowjetischen Besatzungsmacht der Volksrepublik Polen zur Verwaltung unterstellt. Allmählich begann danach die Zuwanderung von Polen. Die Ortschaft wurde in „Dębina“ umbenannt. In der Folgezeit wurde die einheimische Bevölkerung von der polnischen Administration aus der Region vertrieben.

### Demographie
| Jahr | Einwohner | Anmerkungen |
| ---- | --------- | --- |
| 1782 | –         | vier Feuerstellen (Haushaltungen) und eine Gemarkungsfläche von 2165 Morgen und 51 Quadratruten                       |
| 1818 | 100       | [ 5 ] [ 6 ] [ 7 ] |
| 1852 | 179       | [ 8 ] |
| 1864 | 148       | am 3. Dezember, auf einer Gemarkungsfläche von 4134 Morgen                                                            |
| 1866 | 168       | auf einer Gemarkungsfläche von 3420 Morgen                                                                            |
| 1867 | 155       | am 3. Dezember, davon im Dorf und im Gutsbezirk                                                                       |
| 1871 | 166       | am 1. Dezember, sämtlich Evangelische, in acht Wohngebäuden mit 30 Haushaltungen                                      |
| 1910 | 175       | am 1. Dezember, Gutsbezirk                                                                                            |
| 1925 | 247       | auf einer Gemarkungsfläche von 12,9 km²; davon 226 Evangelische, 20 Katholiken und eine Person unbekannter Konfession |
| 1933 | 316       | [ 14 ] |
| 1939 | 270       | [ 14 ] |